# Пышминская
Пышминская — посёлок в Камышловском районе Свердловской области России, входит в состав «Калиновского сельского поселения».

## Географическое положение
Посёлок Пышминская муниципального образования «Камышловский муниципальный район» расположен в 20 километрах (по автотрассе в 25 километрах) к западу-юго-западу от города Камышлов, на берегах реки Большая Калиновка (левый приток реки Пышма). В посёлке находится железнодорожная станция Пышминская Свердловской железной дороги.

## История посёлка
В настоящий момент посёлок входит в состав муниципального образования «Калиновское сельское поселение».

## Население
| 2002 | 2010 | 2021 |
| ---- | ---- | ---- |
| 45   | ↘39  | ↘28  |